# El Carrascalejo
El Carrascalejo es un municipio español, perteneciente a la provincia de Badajoz (comunidad autónoma de Extremadura).

## Situación
El Carrascalejo es el pueblo de menos habitantes de la provincia de Badajoz. Se sitúa a 13 km de la ciudad monumental de Mérida. Siendo paso de peregrinaje de la Vía de la Plata, también es "senda de las mestas".
Pertenece a la comarca de Tierra de Mérida - Vegas Bajas y al Partido judicial de Mérida. Su Ayuntamiento lo conforman un concejo vecinal y un alcalde. 

## Historia
Esta aldea formaba parte de la Encomienda de Mérida, también llamada Casas Buenas de Mérida, perteneciente a la provincia de León de la Orden de Santiago.
A la caída del Antiguo Régimen la localidad se constituye en municipio constitucional en la región de Extremadura. Desde 1834 quedó integrado en el Partido judicial de Mérida. En el censo de 1842 contaba con 28 hogares y 92 vecinos.
Hasta la reforma de la nomenclatura municipal de 1916 el municipio se llamaba Carrascalejo. En dicha fecha su nombre fue modificado por el de El Carrascalejo.

## Demografía
El Carrascalejo cuenta con una población de 77 habitantes (INE 2024).
| Gráfica de evolución demográfica de El Carrascalejo entre 1842 y 2021                                                 |
| |
| Población de derecho según los censos de población del INE. Población de hecho según los censos de población del INE. |

## Patrimonio
- Iglesia parroquial católica bajo la advocación de Nuestra Señora de Consolación, en la Archidiócesis de Mérida-Badajoz.[6]